# 結城充考
結城 充考（ゆうき みつたか、1970年12月26日 -）は、日本の小説家。男性。

## 来歴
1970年、香川県高松市に生まれる。少年時代を埼玉県で過ごす。妹はクラシックギタリストの坪川真理子。2009年現在、東京都在住。
高校時代からSF、時代小説に傾倒。映画の自主制作に関わり、その後20代後半から小説の執筆に着手する。
2004年、『奇蹟の表現』で第11回電撃小説大賞の銀賞を受賞。受賞作は翌2005年に電撃文庫より刊行され、作家としてデビュー。しかし、2006年の第3巻まで刊行された『奇蹟の表現』は以降の続刊がなく、しばらく作品の発表が無くなる。
2008年、有栖川有栖、石田衣良ら選考委員から絶賛され、『プラ・バロック』で第12回日本ミステリー文学大賞新人賞を受賞。
2009年3月、光文社より『プラ・バロック』刊行。2010年には短編作品『雨が降る頃』が、第63回日本推理作家協会賞候補となった。
2011年8月、初の短編集である『衛星を使い、私に』を刊行。2012年4月、『別册文藝春秋』にて初の連載小説『クロム・ジョウ』の連載を開始。
2013年11月、『奇蹟の表現』シリーズ以来のSF作品となる『躯体上の翼』を刊行。
2015年、テレビ朝日にて『クロハ 機捜の女性捜査官』のタイトルで、『プラ・バロック』がテレビドラマ化。

## 作風
作品に登場する主要人物は、日本語の名前であっても概ね片仮名で表記される（「シマ」「クロハ」等）。
SF的な趣向の作品を得意としており、デビュー作の『奇蹟の表現』では近未来的な世界観でストーリーを展開した。2009年の『プラ・バロック』は現代を舞台としたミステリーではあるものの、もともとはSF作品として構想していたアイデアを、現代に舞台を移して再構成したものである。
『プラ・バロック』以降は主にミステリー小説を中心に執筆活動を続けている。同一シリーズ以外の各作品は直接的な繋がりはないが、同一の固有名詞が登場するなど、作品同士の関連を思わせる描写も存在する。

## 刊行リスト

### 小説

#### 奇蹟の表現シリーズ
- 奇蹟の表現 （電撃文庫、2005年2月） - 第11回電撃小説大賞銀賞
- 奇蹟の表現 2 雨の役割 （電撃文庫、2005年8月）
- 奇蹟の表現 3 竜<ドラゴン> （電撃文庫、2006年2月）

#### クロハシリーズ
- プラ・バロック （光文社、2009年3月 / 光文社文庫、2011年3月） - 第12回日本ミステリー文学大賞新人賞
- エコイック・メモリ （光文社、2010年8月 / 光文社文庫、2012年8月）
- 衛星を使い、私に （短編集、光文社、2011年8月 / 光文社文庫、2013年9月）
  - 唯一のエス （『小説宝石』2010年10月号初出）
  - 二つからなる銃弾 （『小説宝石』2011年1月号初出）
  - 雨が降る頃 （『小説宝石』2009年6月号初出） - 第63回日本推理作家協会賞候補
  - 衛星を使い、私に （『ジャーロ』2011年春号初出）
  - Sは瞼をとじた （『小説宝石』2011年5月号初出）
  - 計算による報酬 （『小説宝石』2011年7月号初出）
- アルゴリズム・キル （光文社、2016年6月 / 光文社文庫、2018年6月）

#### 捜査一課殺人班イルマシリーズ
- 狼のようなイルマ （祥伝社、2015年5月/ 祥伝社文庫、2019年3月）[4]
- ファイアスターター （祥伝社、2017年05月/ 祥伝社文庫、2019年4月）
- エクスプロード （祥伝社、2017年10月/ 祥伝社文庫、2019年5月）
- オーバードライヴ （祥伝社文庫、2019年6月）

#### シリーズ外
- 躯体上の翼 （東京創元社、2013年11月/創元SF文庫、2016年7月）
- クロム・ジョウ （文藝春秋、2014年8月）

#### 参加アンソロジー
- ザ・ベストミステリーズ 2010 （講談社、2010年7月）
  - 【分冊・改題】BORDER 善と悪の境界 ミステリー傑作選（2013年11月 講談社文庫）

短編作品「雨が降る頃」収録。
- ミステリマガジン700 国内篇 （早川書房、2014年4月）

短編作品『交差』収録。
- 短篇ベストコレクション 現代の小説2014 （徳間書店、2014年6月）

短編作品「ソラ」収録。

### 単行本未収録作品

#### 小説作品
- 義眼の少年 （中編作品、『小説宝石』2010年1月号、光文社）[5]
- 交差 （短編作品、『ミステリマガジン』2010年12月号、早川書房）
- 微睡む娘 （短編作品、『小説新潮』2012年11月号、新潮社）
- ソラ （短編作品、『SF宝石』2013年8月刊、光文社）[5]
- スタンドアロン（『小説宝石』2017年12月号、光文社）
- 冷雨（『小説宝石』2018年9月号、光文社）
- 闇（『小説宝石』2019年4月号、光文社）
- 悪魔（『小説宝石』2019年9月号、光文社）
- 焔ノ地（『小説宝石』2020年11月号 - (連載中)、光文社）
- 首斬りの妻（『ジャーロ』No.87 2023 MARCH、光文社）
- 首斬りの跡継（『ジャーロ』No.90 2023 SEPTEMBER、光文社）

#### エッセイ
- 夢 （『月刊J-novel』2009年8月号、実業之日本社）
- ミステリーズ・バー『I』 （『ミステリーズ!』Vol.36、東京創元社）
- ウッカリショッピング （『小説すばる』2009年9月号、集英社）
- 私を変えたこの一冊『生命』 （『小説トリッパー』2009年冬季号、朝日新聞出版）
- 帰り道、思い出した光景 （『ミステリマガジン』2010年2月号、早川書房）
- 警察官の見上げた光景 （『小説宝石』2011年9月号、光文社）
- やり残した何か （『月刊J-novel』2012年7月号、実業之日本社）
- 旅と武器 （『本の旅人』2012年7月号、角川書店）
- クロハの存在する空間 （『小説宝石』2015年2月号、光文社）
- 『焔ノ地』（2022年3月24日発売、光文社）[6]

#### インタビュー
- 『本が好き!』（2009年5月号、光文社）
- 『ダ・ヴィンチ』（2009年5月号、メディアファクトリー）
- 『小説現代』（2009年6月号、講談社）
- 『ミステリマガジン』（2009年7月号、早川書房）
- 『別册文藝春秋』（2009年7月号、文藝春秋）
- 『小説宝石』（2010年9月号、光文社）
- 『四国新聞』（2010年9月19日、四国新聞社）
- 『ダ・ヴィンチ』（2011年10月号、メディアファクトリー）
- 『MEN'S NON-NO』（2015年7月号、集英社）

#### 対談
- 新人賞受賞記念対談：「『プラ・バロック』に出会えて幸せだった」と書かれていて、舞い上がりました （『ジャーロ』2009年春号、光文社） - 有栖川有栖との対談

## 補足
- Vシネマへの出演経験がある。給料1,000円、拘束時間5時間、出演時間2秒の通行人役であり、自身でも「どこに映っているのかよく分からない」とのこと[7]。
- 少年時代、プロレスラーのスタン・ハンセンに怒られたことがある。サインをもらおうと大勢で取り巻いたためとのこと[8]。